# Alan Farrington
Alan Farrington (Inghilterra, 1951) è un cantante, bassista e chitarrista britannico, residente da anni sul Lago di Garda a Sirmione.
Nato in Inghilterra, sull'estuario del Mersey, Alan Farrington si trasferisce all'età di cinque anni a Roma. Nella capitale intraprende gli studi musicali da autodidatta e, a sedici anni, sale sul palco del Piper Club insieme ad una band di soul.
Nel 1974 si reca negli Stati Uniti con la sua band, frequentando dal 1976 una scuola di canto del Maryland.
Al suo ritorno in Italia lavora per dieci anni a Roma per produzioni discografiche e pubblicitarie.
In seguito si trasferisce a Milano, dove realizzerà i suoi album Shout On e No News, Bad News.
Nel 1990 forma, a Brescia, il gruppo Charlie and the Cats, insieme a Charlie Cinelli e Cesare Valbusa. Con questa band inciderà otto album (a partire da Greatest Tits, del 1993) e realizzerà il video Siamo fuori, diretto da Frank Lisciandro.
Nel 2002 realizza l'album The Illusion insieme a Vinnie Colaiuta, Pino Palladino, Antonello Bruzzese e Giorgio Cocilovo.
Farrington è inoltre leader della "Alan Farrington band", nella quale suonano musicisti come Claudio Pascoli, Marco Tamburini, Mauro Negri, Ares Tavolazzi, Ellade Bandini, Sandro Gibellini, Roby Soggetti, Fiorenzo Delega', Pietro Benucci, Simone Boffa e Cesare Valbusa.